# Francisco Prat
Francisco Javier Prat Alemparte (Santiago, 26 de abril de 1948-Santiago, 27 de marzo de 2024) fue un empresario y político chileno. Fue senador de la República de Chile por la Circunscripción 14, Araucanía norte desde 1990 hasta 2002.

## Biografía
Hijo del abogado, político y fundador del Partido Nacional (PN), Jorge Prat Echaurren y bisnieto de Arturo Prat Chacón, héroe chileno de la Guerra del Pacífico.
Estuvo casado con Patricia Errázuriz Lagos. Fue padre de nueve hijos.
Estudió en el Colegio Notre Dame. Al concluir sus estudios secundarios ingresó a la carrera de ingeniería civil industrial de la Facultad de Ciencias Físicas y Matemáticas de la Universidad de Chile, egresando en 1971 sin titularse.
Prat se dedicó a las actividades del agro y fue empresario frutícola y de viveros en la ciudad de Angol.
Durante la dictadura militar apareció en la escena pública al ser designado en el cargo de Gobernador Provincial de Malleco en 1989. En el ejercicio del cargo, logró concluir numerosos proyectos que ya se encontraban en su etapa final. Se destacó por su dedicación en la instalación de los CODECOS.

## Trayectoria política
Inició su participación política en 1987 como miembro integrante en la fundación del partido de centroderecha Renovación Nacional (RN) en Malleco, su sede regional. 
En las elecciones parlamentarias 
de 1989 fue elegido senador por la Décima cuarta Circunscripción Senatorial, correspondiente a la IX Región de la Araucanía Norte, período 1990-1994, donde integró la Comisión Permanente de Economía y Comercio, de la que fue presidente en la segunda etapa de este período senatorial; la de Salud; la de Defensa Nacional; y la de Trabajo y Previsión Social. En las parlamentarias de 1993 fue reelecto senador por la misma circunscripción senatorial, período 1994-2002; donde integró la Comisión Permanente de Defensa Nacional; la de Trabajo y Previsión Social; la de Economía y Comercio, que volvió a presidir. En la segunda etapa de este período senatorial fue presidente de la Comisión Permanente de Trabajo y Previsión Social e integró también la de Hacienda.
En junio de 1998 renunció a Renovación Nacional, porque fue sometido al Tribunal Supremo del partido, acusado de apoyar a la Unión Demócrata Independiente (UDI), ingresando a este último partido el 30 de noviembre de 2000. En 2001 decidió no ir a la reelección por el periodo 2002-2010. En diciembre de ese año, la Unión Demócrata Independiente le entregó la Medalla Jaime Guzmán en reconocimiento a su lucha por la unidad del sector.
En el Senado luchó por evitar el predominio de los partidos políticos en las decisiones públicas, en un intento por configurar según él, una democracia más participativa. Su objetivo fue lograr instaurar un Senado de carácter mixto, que combine una mayoría de integrantes de origen partidista y un número de integrantes con experiencia institucional.
Al terminar su período senatorial se le reconoce por su trabajo al hacer una gran contribución en el ámbito económico, respetable por su coherencia, siendo un celoso guardián legislativo del modelo, crítico de cualquier aumento al gasto público y de las normas que limitaran la actividad privada. Ello le permitió influir en iniciativas tales como todo el marco regulador que permitió la privatización del sector sanitario. También se destacó por haber sido siempre consecuente con sus ideas; sus pares le han calificado de «transparente y derecho». Políticamente duro, cuando militaba en Renovación Nacional fue uno de los protagonistas de la rebelión de senadores de ese partido que se opusieron a las reformas constitucionales que había aprobado el mismo.

### Reconocimientos
En 2010, la Municipalidad de Angol lo designó Ciudadano Ilustre de dicha ciudad. En agosto de 2017, la Cámara de Comercio, Industria y Turismo de Angol reconoció su actividad empresarial en dicha comuna.

## Historial electoral

### Elecciones parlamentarias de 1989
- Elecciones parlamentarias de 1989 a Senador por la Circunscripción 14, (Araucanía Norte)[5]

| Candidato                  | Pacto                          | Partido | Votos  | %     | Resultado |
| -------------------------- | ------------------------------ | ------- | ------ | ----- | --------- |
| Ricardo Navarrete Betanzo  | Concertación por la Democracia | PR      | 39 486 | 28,83 | Senador   |
| Erich Schnake Silva        | Concertación por la Democracia | PPD     | 30 350 | 22,16 |           |
| Francisco Prat Alemparte   | Democracia y Progreso          | RN      | 29 619 | 21,63 | Senador   |
| Patricio Phillips Peñafiel | Partido Nacional               | PN      | 17 304 | 12,64 |           |
| Fernando Maturana Erbetta  | Democracia y Progreso          | RN      | 16 563 | 12,09 |           |
| Guillermo Santiago García  | Partido Nacional               | PN      | 3627   | 2,65  |           |

### Elecciones parlamentarias de 1993
- Elecciones parlamentarias de 1993 a Senador por la Circunscripción 14, (Araucanía Norte)[6]

| Candidato                   | Pacto                                | Partido | Votos  | %     | Resultado |
| --------------------------- | ------------------------------------ | ------- | ------ | ----- | --------- |
| Roberto Muñoz Barra         | Concertación por la Democracia       | PPD     | 55 757 | 40,03 | Senador   |
| Francisco Prat Alemparte    | Unión por el Progreso de Chile       | RN      | 38 662 | 27,94 | Senador   |
| Ricardo Navarrete Betanzo   | Concertación por la Democracia       | PR      | 33 183 | 23,98 |           |
| Orwal Casanova Cameron      | Unión por el Progreso de Chile       | ILB     | 7013   | 5,07  |           |
| Mauricio Teillier Del Valle | Alternativa Democrática de Izquierda | PC      | 3747   | 2,71  |           |